# Niccolò Appiani
Niccolò Appiani o Nicola Appiano, (fl. XVI secolo) è stato un pittore italiano attivo intorno al 1510 a Milano.

## Biografia
Si dice che fosse o alunno o forse solo studioso delle opere di Leonardo da Vinci, tanto che le sue opere sono definite leonardesche. Cesare Cesariano lo paragona ai più grandi maestri dell'epoca. Gli sono attribuite due opere esposte nella Pinacoteca di Brera a Milano, il Battesimo di Cristo e l'Adorazione dei Magi.

L'artista fu sicuramente attivo e a capo degli artisti presenti nella decorazione del Duomo di Milano nel secondo decennio del Cinquecento. Suo è il decoro realizzato tra il 1512 e il 1513 per festeggiare l'ingresso del duca Massimiliano Sforza posto alla guida del Ducato di Milano, come sua è la realizzazione degli antoni degli organi, uno di questi avente per soggetto l'Annunciazione. La sua collaborazione col Cesariano per la realizzazione della sala del Capitolo del duomo è documentata già nel 1510-1511 quando insieme sostennero la causa di Bernardo Zenale per l'elezione del priore dell'Accademia di san Luca. Nel 1539 l'Appiani ottenne la commissione per la decorazione della cappella privata della famiglia Landriani nella chiesa di San Dionigi da Tommaso Landriani.
Questo parrebbe rendere possibile la collaborazione tra i due artisti nella decorazione del palazzo milanese della famiglia Landriani in stile rinascimentale, il Cesariano per l'architettura e Niccolò per le pitture.